# Parti communiste d'Ukraine
Pour les articles homonymes, voir KPU.

L'ancien drapeau du Parti communiste d'Ukraine, adopté avant les lois de décommunisation de 2015 en Ukraine, représentait un marteau et une faucille.

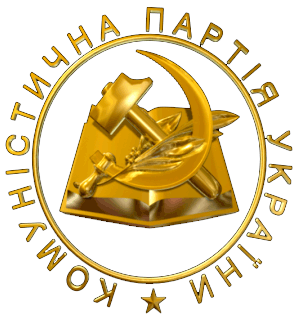
Ancien logo du Parti communiste d'Ukraine

Le Parti communiste d'Ukraine (Комуністична партія України, Komunistychna partia Ukraïny, abrégé en KPU) est un parti politique ukrainien.
Interdit à compter du 30 août 1991, à la suite de l'indépendance de l'Ukraine, il réussit à se reformer le 19 juin 1993. Il reprend le nom du parti communiste ukrainien historique, qui avait été jusqu'en 1989 le parti unique en république socialiste soviétique d'Ukraine, en tant que branche locale du Parti communiste de l'Union soviétique.
Lors des élections législatives de 2014, qui font suite à l'Euromaïdan, le Parti communiste d'Ukraine n'obtient pas suffisamment de voix pour se maintenir au Parlement. Lors des lois de décommunisation qui suivent, l'usage des symboles communistes est interdit et le parti banni interdit de participer aux élections sous sa forme historique.
Dans le cadre de la guerre russo-ukrainienne, le KPU est par la suite accusé de soutenir l'annexion de la Crimée par la Russie, puis les mouvements séparatistes russes du Donbass. Après que son leader historique depuis 1993, Petro Symonenko, fut soupçonné d'avoir fui en Russie via la Biélorussie après la défaite russe à Kiev lors de l'invasion russe de 2022, le Parti communiste d'Ukraine est interdit et ses biens confisqués,.

## Historique

### Après 1991
Le Parti communiste d'Ukraine (KPU) remporte la majorité relative aux élections législatives de 1994 et 1998 en obtenant plus de 100 députés. Aux mêmes élections de 2002, les électeurs le placent en 2e position, après le bloc « Notre Ukraine », obtenant près de 20 % des voix et 60 députés.
À l'élection législative de mars 2006, le KPU ne dispose plus que de 21 inscrits au groupe parlementaire communiste, présidé par Symonenko. Le parti connaît cependant une légère hausse de son résultat aux législatives de 2007, gagnant 6 élus soit un total de 27 députés inscrits.
Le 5 mai 2010, à la demande de la cellule du Parti communiste d'Ukraine de Zaporijia, un monument à Joseph Staline a été ouvert devant leur local, en présence d'Alekseï Babourine (en), élu communiste dans la Rada (Ukraine).
Pendant les manifestations Euromaïdan, le Parti communiste d'Ukraine soutient le président Viktor Ianoukovytch, en particulier en votant à l’unanimité, en faveur des lois du 16 janvier 2014.
Après la destitution de Viktor Yanoukovitch en février 2014, le parti est mis au ban de la politique ukrainienne : dans le contexte de la crise ukrainienne, le PC affiche en effet des positions pro-russes en soutenant l'annexion de la Crimée et la proclamation de républiques séparatistes à l'Est du pays. Le groupe communiste à la Rada suprême est dissous le 24 juillet 2014, à la suite d'une modification du règlement augmentant le nombre de députés nécessaires à la formation d'un groupe parlementaire.
Lors des élections législatives anticipées du 26 octobre 2014, le Parti communiste d'Ukraine n'obtient que 3,88 % des voix, et se voit ainsi éliminé du Parlement. Le parti est dès lors miné par les dissensions internes et exclut plusieurs de ses membres.
Le gouvernement ukrainien interdit par décret au Parti communiste d’Ukraine de se présenter aux élections locales d'octobre 2015. La cour d’appel administrative du district de Kiev fait droit, en décembre 2015, à la demande du ministère de la Justice d'empêcher le Parti communiste d'Ukraine de participer à des élections. Cette décision fait suite à l'entrée en vigueur, en mai 2015, d'une loi interdisant l'utilisation de symboles communistes ou nazis et proscrivant notamment l’usage du terme « communiste ». Le Parti communiste d'Ukraine décide alors de saisir la Cour européenne des droits de l'homme. Cependant, le parti n'est pas formellement interdit : le ministère de la Justice peut simplement l'empêcher de concourir aux élections. En vertu de cette législation, la Commission électorale centrale d'Ukraine rejette la candidature de Petro Symonenko à l’élection présidentielle de 2019.
Après la fuite de Symonenko en Russie après la défaite de Kiev lors de l'invasion russe de 2022, le KPU est interdit et ses biens confisqués au profit de l'État ukrainien,.

## Secrétaires généraux
- Emmanuel Quiring (mai 1921 - mai 1925)
- Lazare Kaganovitch (mai 1925 - juillet 1928 et mars - décembre 1947)
- Stanislav Kossior (juillet 1928 - janvier 1938)
- Nikita Khrouchtchev (janvier 1938 - mars 1947 et décembre 1947 - décembre 1949)
- Leonid Melnikov (décembre 1949 - juin 1953)
- Alexeï Kiritchenko (en) (juin 1953 - décembre 1957)
- Nikolaï Podgorny (décembre 1957 - juin 1963)
- Petro Chelest (juin 1963 - mai 1972)
- Volodymyr Chtcherbytskiï (mai 1972 - septembre 1989)
- Volodymyr Ivachko (septembre 1989 - juin 1990)
- Stanislav Hourenko (juin 1990 - août 1991, abolition du KPU)
- Petro Symonenko (depuis le 19 juin 1993, date de la refondation du KPU)

## Résultats électoraux
| Année | Type d'élection | %         | Représentants |
| ----- | --------------- | --------- | ------------- |
| 1998  | Législatives    | 24,7      | 121           |
| 1999  | Présidentielle  | 23,1 38,8 |               |
| 2002  | Législatives    | 20,0      | 66            |
| 2004  | Présidentielle  | 5,0       |               |
| 2006  | Législatives    | 3,7       | 21            |
| 2007  | Législatives    | 5,4       | 27            |
| 2010  | Présidentielle  | 3,5       |               |
| 2012  | Législatives    | 13,2      | 32            |
| 2014  | Présidentielle  | 1,5       |               |
| 2014  | Législatives    | 3,9       | 0             |